# Gustave Léonard de Jonghe
Gustave Léonard de Jonghe, Gustave Léonard De Jonghe ou Gustave de Jonghe (4 février 1829 - 28 janvier 1893) est un peintre belge connu pour ses portraits et ses scènes de genre.

## Biographie
Gustave Léonard de Jonghe naît à Courtrai, son père est le peintre paysagiste Jean-Baptiste de Jonghe qui lui donne ses premières leçons. Il poursuit ses études à l'Académie royale des beaux-arts de Bruxelles où le peintre François-Joseph Navez figure parmi ses professeurs. Louis Gallait, peintre d'histoire, est également un ami proche. Lorsque son père meurt, alors qu'il n'a que quinze ans, une bourse d'études lui est attribuée par sa ville natale.
À partir de 1848, de Jonghe participe aux expositions du Salon de Bruxelles. Puis à partir de 1850, de Jonghe s'installe à Paris et commence à exposer dans les Salons de Paris. Il se fait connaître grâce à ses portraits de femmes riches et élégantes. Il préfère généralement des scènes d'intérieur, dans lesquelles il représente des détails de l'époque.
Dans les années 1870, l'artiste fait à plusieurs reprises des voyages entre Paris et Bruxelles. La cécité qui le frappe en 1882 à la suite d'une hémorragie cérébrale met fin à sa carrière artistique, et l'oblige à retourner définitivement à Bruxelles. Des artistes belges et français connus et résidant à Paris organisèrent une vente de bienfaisance au bénéfice de l'artiste et de sa famille. De Jonghe meurt en 1893 à Anvers, où il résidait depuis 1884.
De Jonghe reçut en 1862 une médaille de première classe à Amsterdam et en 1863 une médaille de troisième catégorie au Salon de Paris,. En 1864, Léopold Ier de Belgique le distingue et l'accueille dans l'Ordre de Léopold.

## Œuvre
Ses premières œuvres explorent des sujets historiques et religieux, telle sa composition Les Pèlerins de 1854 (Musées Royaux des Beaux-Arts de Belgique). Il se dirige ensuite vers la peinture de portraits et de scènes de genre. Il peint occasionnellement des paysages. Il utilise l'huile ainsi que l'aquarelle. Si certaines de ses œuvres appartiennent aux collections de musées tels que l'Ermitage ou le Musée d'Orsay, la plupart de ses œuvres sont conservées dans des collections privées.
Ses portraits illustrent un mode de vie citadin qui lui est contemporain. Le peintre belge Alfred Stevens avait été le premier a débuter le genre à la fin des années 1850, il avait été suivi par un autre peintre belge Charles Baugniet, puis par le français Auguste Toulmouche avant de Jonghe. À la fin des années 1860, les scènes de genre et les portraits dans des intérieurs bourgeois étaient très demandés ; il s'agissait le plus souvent de portraits de jeunes femmes élégantes, dans des cadres luxueux. Dans les années 1870, à la Belle Époque, ce type de peinture représentant des femmes à la mode dans de beaux intérieurs devint également demandé au Salon de Paris.
Gustave de Jonghe peignit de nombreuses scènes de femmes avec leur enfant (généralement leur fille) dans des cadres intimes. Par le choix de la posture, des vêtements et de la mise en scène, de Jonghe caractérise le sujet qu'il représente. Les titres de ses peintures font souvent allusion au contenu de l'image, comme par exemple Départ pour le bal. Ses images tendent à évoquer les joies simples de la vie de famille de la riche bourgeoisie.
Son œuvre reflète les préférences artistiques de son temps, tel l'engouement pour le japonisme dans la seconde moitié du XIXe siècle, avec son intérêt pour l'art et les objets japonais. Sa composition L'Admiratrice du Japon représente une jeune femme qui marche devant un paravent japonais, entouré d'autres objets et images japonais,.
Gustave de Jonghe peignit également des scènes orientalistes telle La Sieste (également appelée Une odalisque allongée), qui reflète l'intérêt de son époque pour les thèmes du harem et de l'odalisque.
Bien que son travail puisse aujourd'hui paraître sentimental ou trop marqué par les goûts de son époque, il suscite un attrait durable, déjà salué en son temps comme étant le résultat de sa sincérité et de son goût parfait dans l'exécution.

## Galerie

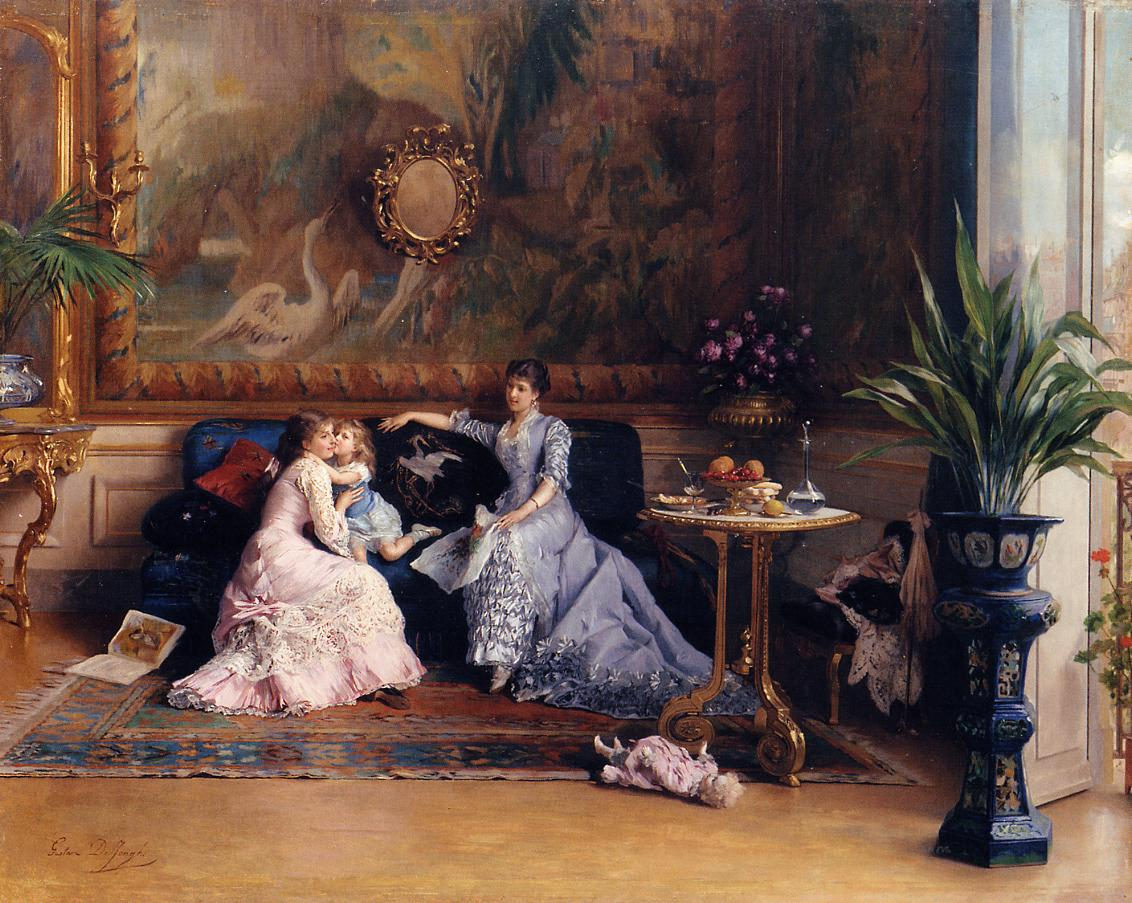
La visite de l'après-midi.
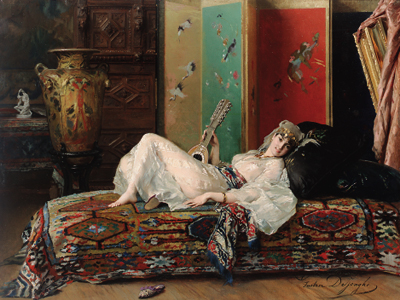
Une odalisque allongée.
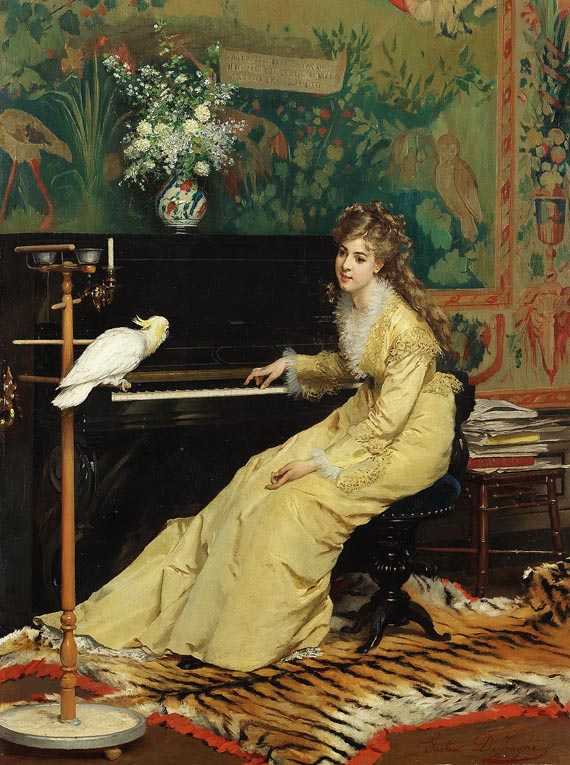
Femme au piano avec un cacatoès.
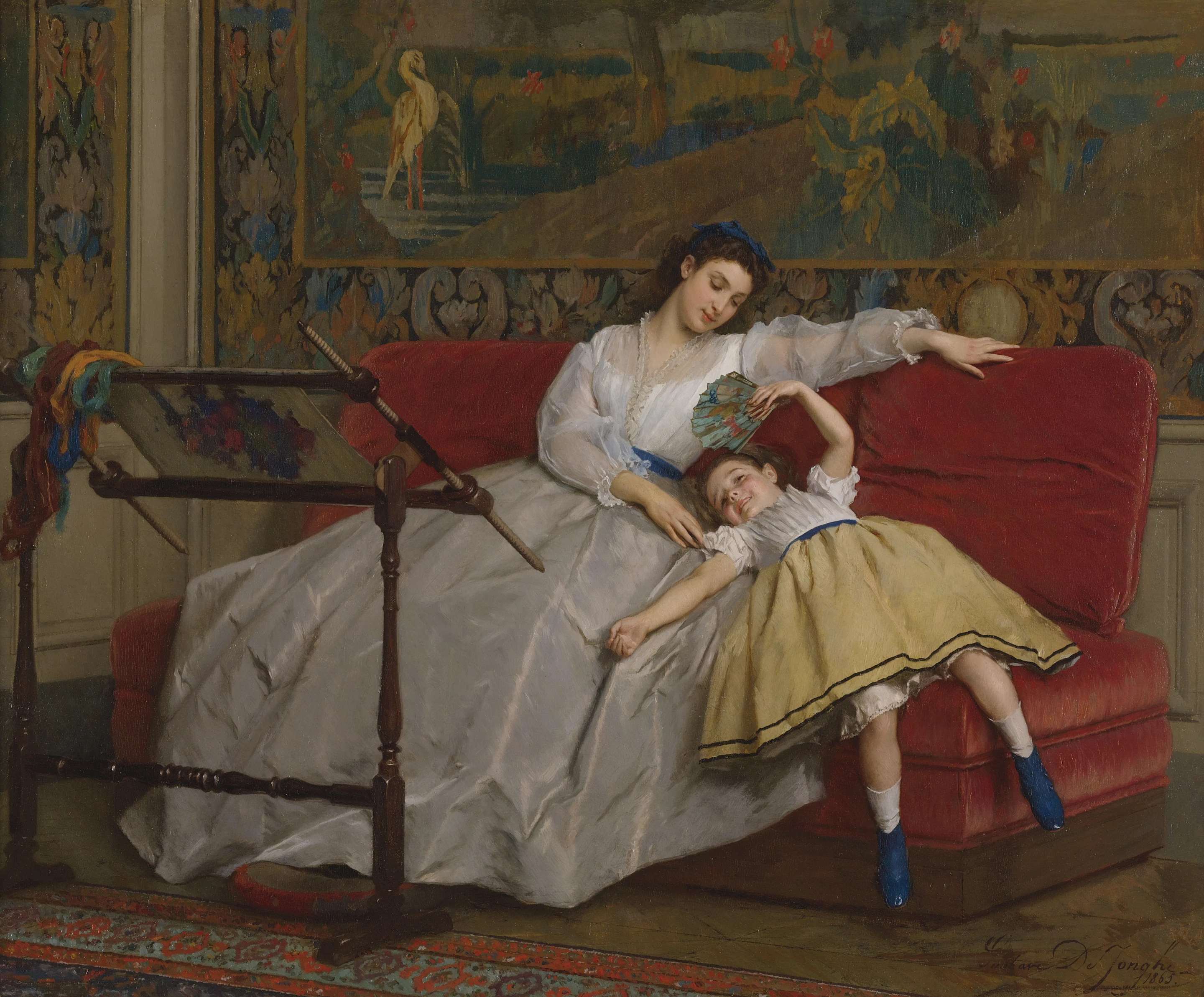
Mère avec sa petite fille.

## Distinction
- Chevalier de l'ordre de Léopold (3 novembre 1872)[11].